# 에티살랏
에미레이트 이동통신, 에티살랏 (아랍어: اتصالات ittiṣālāt, '통신'이라는 뜻)이라는 브랜드 이름을 가진 이 회사는 아랍에미리트에 본부를 둔 다국적 이동통신 서비스 제공자로, 현재 아시아, 중동 그리고 아프리카 지역에 18개의 국가에서 영업하고 있다. 2014년 2월을 기준으로, 에티살랏은 세계에서 13번째로 큰 이동통신망사업자이며, 전체 1억 6,700만 이상의 고객층을 보유하고 있다. 에티살랏은 2012년 포브스 중동에서 아랍에미레트에서 가장 영향력 있는 기업으로 선정되었다.
2015년 12월 31일, 에티살랏은 140.8억 미국 달러 (517억 아랍에미레트 디르함)의 통합 수익과 22.6억 미국 달러 (83억 아랍에미레트 디르함)의 순이익을 가졌다. 에티솔랏의 시가총액은 현재 449억 미국 달러 (877억 아랍에미레트 디르함)이다. 에티살랏은 에미레이트 통합통신과 함께 아랍에미레트에 존재하는 단 두개의 이동통신 서비스 제공자 중 하나이다.
에티살랏은 중동의 인터넷 허브 중 하나 (AS8966)로, 중동 지역에 다른 이동통신망사업자에게 인터넷 연결을 제공해주고 있다. 에티살랏은 또한 중동과 아프리카에서 가장 큰 국제 음성 트래픽 운송자이며 세계에서 12번째로 큰 음성 운송자이다. 2008년 10월을 기준으로, 에티살랏은 186개의 국가에서 지원되는 로밍 서비스와 블랙베리, 3세대 이동 통신, GPRS 그리고 음성 로밍을 가능케 하는 510개의 이해각서를 맺고 있다. 에티살랏은 뉴욕, 런던, 암스테르담, 프랑크푸르트, 파리 그리고 싱가포르에서 PoP 서비스를 제공하고 있다. 2011년 12월 에티살랏은 에티살랏 4세대 이동 통신 '롱 텀 에볼루션' (LTE) 네트워크 서비스를 공식 런치하였다.